# Rayman Premiers Clics
Rayman Premiers Clics (conosciuto anche come My First Rayman) è un videogioco educativo per Windows della serie Rayman, pubblicato nel 2001 in Francia, Italia, Spagna, Germania e Canada. È stato progettato per educare i bambini nei concetti di base. È l'unico gioco educativo della serie, insieme a Rayman Bimbi.

## Modalità di gioco
Il videogioco comprende cinque tipi di attività: lo sviluppo della vista, della memoria e dell'attenzione, lo sviluppo dell'uso del Mouse, comprensione orale, l'ascolto e il vocabolario, un puzzle per il riconoscimento delle immagini e delle forme, un disegno da colorare per un senso artistico, e l'insegnamento della musica per sviluppare il senso del ritmo su differenti strumenti musicali.
Rayman Premiers Clics mira anche a far comprendere al bambino di partecipare ad attività stimolanti e la partecipazione ad un gioco: il bisogno di giocare, l'accesso alla lingua, la scoperta di una propria autonomia e il godere dell'apprendimento
Il livello di progresso del bambino dipende da tre livelli di difficoltà, introduzione di un programma e l'uso del mouse. Quando si completa un minigioco, si viene premiati con un livello a sorpresa o con una motivazione.